# Eupithecia lissopis
Eupithecia lissopis es una especie de polilla de la familia Geometridae. La especie fue descrita por primera vez por Louis Beethoven Prout en 1958 con distribución en Nueva Guinea. Habita con endemismo alturas de 5000 a 7000 pies (1524,0 a 2133,6 m) en El Monte Goliath al oeste de Papúa Nueva Guinea.